# 黄新明
黄心明，中国陕西西安人，中华人民共和国演员。
1981年毕业于西安美术学院，1991年从事电影工作。参与拍摄的电影有《秋菊打官司》、《活着》、《摇啊摇，摇到外婆桥》、《有话好好说》、《幸福时光》、《我的父亲母亲》、《一个都不能少》、《英雄》、《十面埋伏》、《满城尽带黄金甲》、《三枪拍案惊奇》、《山楂树之恋》、《金陵十三钗》、《归来》（以上导演张艺谋）、《孔雀》（导演顾长卫）、《向日葵》（导演张扬）、《黄石的孩子》（导演罗杰·斯波蒂伍德）及《最后的舞者》（导演布魯斯·貝瑞斯福德）。